# Rona (Surses)
Rona (toponimo romancio; in tedesco Roffna, desueto) è una frazione del comune svizzero di Surses, nella regione Albula (Canton Grigioni).

## Geografia fisica
Rona è situato nella Val Sursette, sulla sponda destra del torrente Giulia.

## Storia

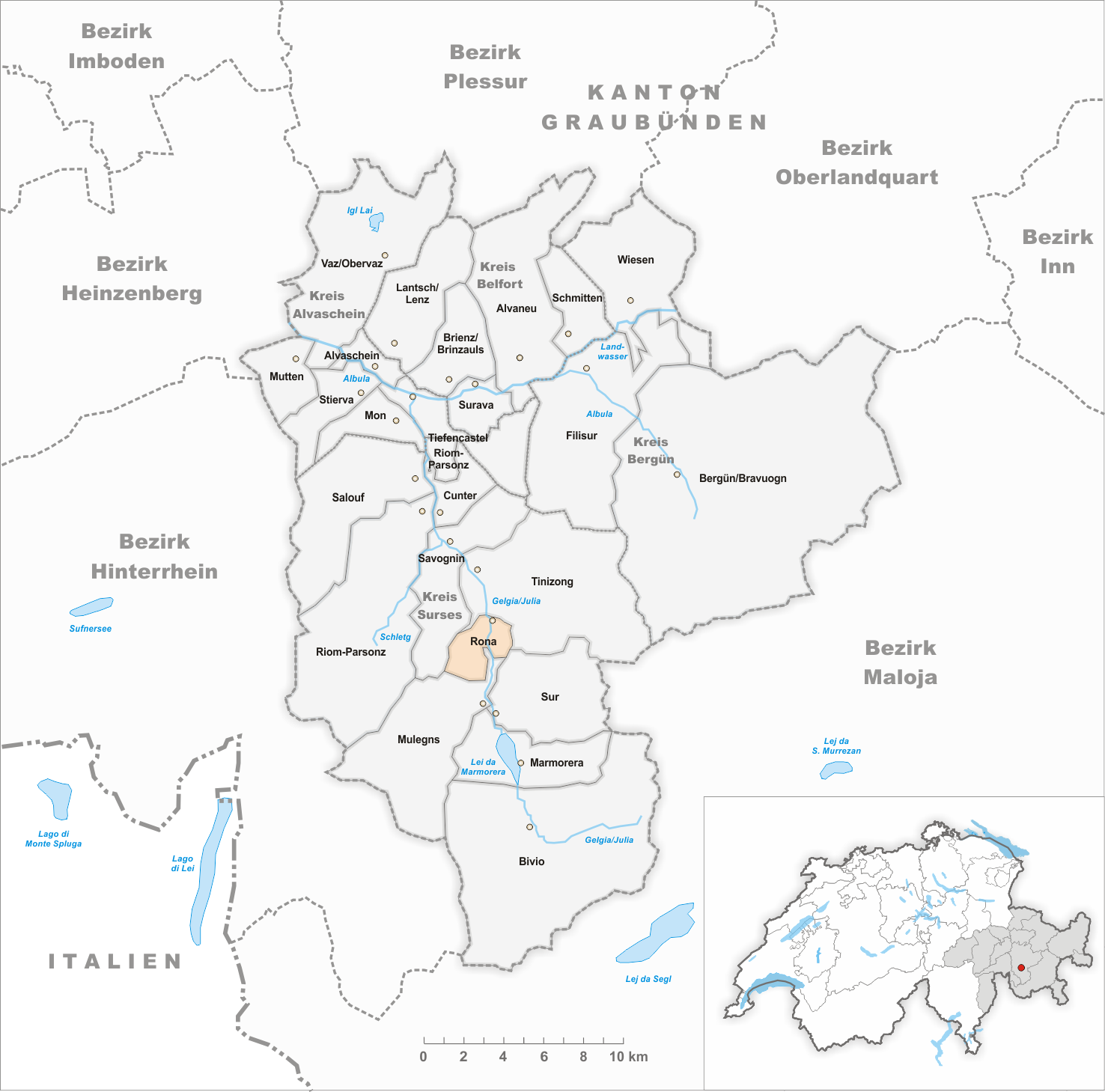
Il territorio del comune di Rona prima degli accorpamenti comunali del 1998

Già comune autonomo istituito nel 1851 e che comprendeva anche le frazioni di Rieven e Ruegnas (fino al 1910 frazione di Tinizong), nel 1998 fu accorpato all'altro comune soppresso di Tinizong per formare il nuovo comune di Tinizong-Rona, il quale a sua volta il 1º gennaio 2016 è stato accorpato agli altri comuni soppressi di Bivio, Cunter, Marmorera, Mulegns, Riom-Parsonz, Salouf, Savognin e Sur per formare il nuovo comune di Surses.

## Monumenti e luoghi d'interesse
- Chiesa cattolica dei Santi Antonio e Leonardo, eretta nel 1663[1].

## Società

### Evoluzione demografica
L'evoluzione demografica è riportata nella seguente tabella:
Abitanti censiti

## Amministrazione
Ogni famiglia originaria del luogo fa parte del comune patriziale che ha la responsabilità della manutenzione di ogni bene comune.